# Lexicon Universale
«Lexicon Universale» (Универсальный Лексикон) — латиноязычная четырёхтомная энциклопедия базельского историка, профессора греческого языка Иоганна Хофманна (1635—1706), посвящённая в основном античности (1677, 2 т. и доп. 1683, 2 т.). Обратила на себя недостаточное внимание, в силу того, что период публикации характеризовался новшеством — изданием научно-исторических трудов уже на живых языках вместо латыни.

## Общие сведения
Полное название «Lexicon Universale Historico-Geographico-Chronologico-Poetico-Philologicum: Continens Historiam Omnis Aevi, Geographiam omnium Locorum, Genealogiam principum Familiarum, addita ubique Chronologia tum veteri tum recentiore, Mythologiam insuper omnium Fabularum, Discussionem Philologicam illustrium circa haec occurrentium Difficultatum; Aliaque plurima scitu dignissima; Cum Indicibus variis, Rerum imprimis locupletissimo, memorabilia huius Lexici per Locorum Communium titulos Lectori illico spectanda exhibente. Genevae, Basileae: Widerhold, Bertschius… (1677) Continuatio…(1683) Editio absolutissima, praeter supplementa, & additiones, antea seorsum editas, nunc suis locis ac ordinis insertas …(1698)». В четырёх томах по 1000 страниц каждый. Предшественница стотомной немецкой «Реальной энциклопедии» классической древности (RE, 1893—1980).
Написанный на латинском языке, Лексикон содержал обширные данные по естественной истории, географии, зоологии, ботанике, минералогии, космологии, генеалогии, мифологии, повседневной жизни с её деятельностью, обычаями и традициями и многое другое.